# Distroff
Distroff is een gemeente in het Franse departement Moselle (regio Grand Est). De gemeente maakt deel uit van het arrondissement Thionville. Distroff telde op 1 januari 2022 1.853 inwoners.

## Geografie
De oppervlakte van Distroff bedroeg op 1 januari 2022 7,93 vierkante kilometer; de bevolkingsdichtheid was toen 233,7 inwoners per km².

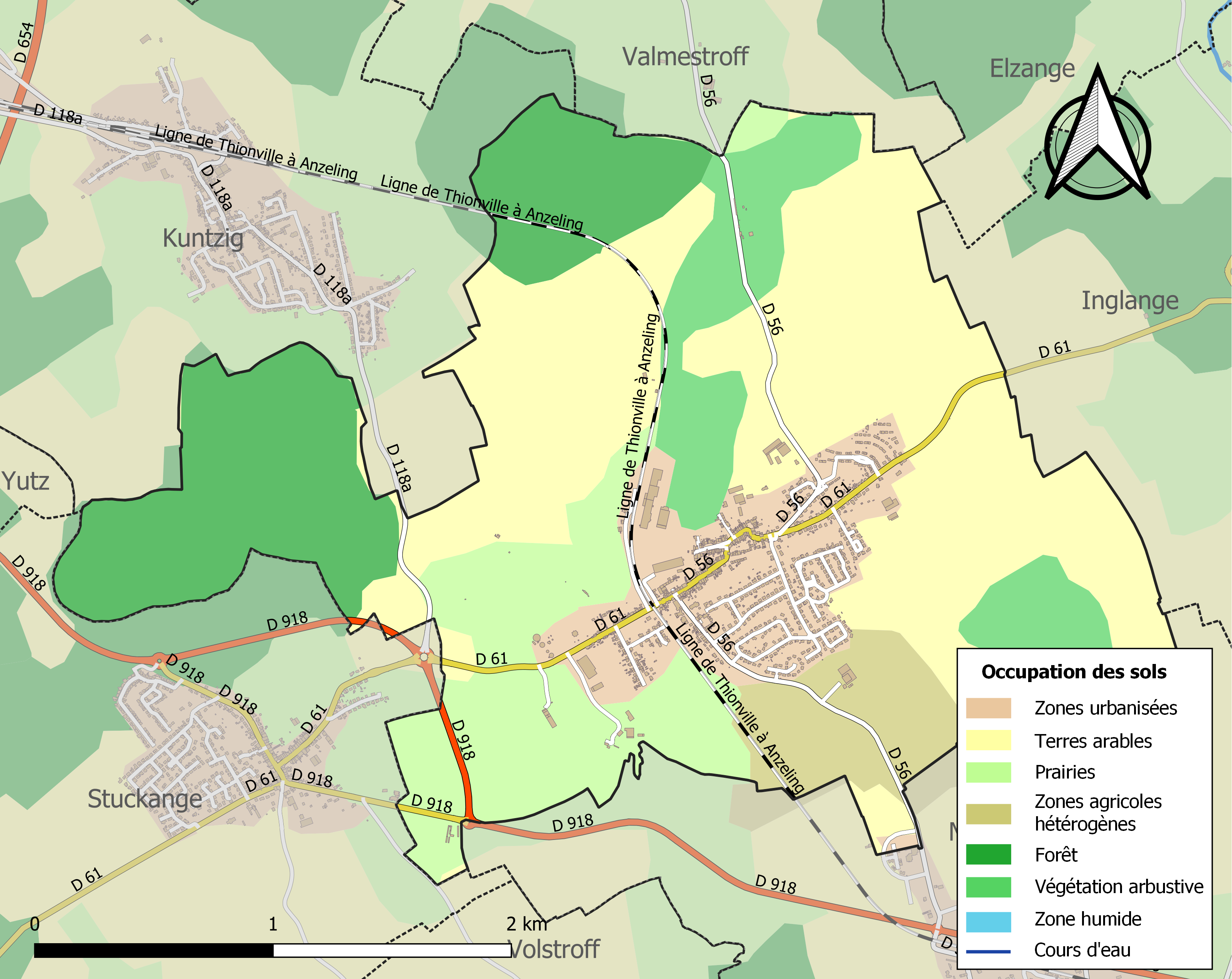
Kaart van de gemeente met de belangrijkste infrastructuur, bodemgebruik en omliggende gemeenten

## Demografie
Onderstaande figuur toont het verloop van het inwonertal (bron: INSEE-tellingen).